# 5-Minute Crafts
5-Minute Crafts ist ein in Zypern ansässiger englischer YouTube-Kanal im DIY-Stil und der neuntgrößte YouTube-Kanal.

## Beschreibung
5-Minute Crafts gehört TheSoul Publishing mit Sitz in Limassol, Zypern. Das Unternehmen wurde vom russischen Duo Pavel Radaev und Marat Mukhametov gegründet. Das Unternehmen hat erklärt, dass es monatlich 1.500 Videos produziert und 550 Mitarbeiter beschäftigt, die auf verschiedenen YouTube-Kanälen und Facebook-Seiten arbeiten. Der Kanal befindet sich im Channel Frederator Netzwerk. Der Kanal mit dem Namen 5-Minute Crafts wird auch auf Instagram betrieben.
Der Kanal enthält überwiegend Videos zum Thema Basteln und Lifehacks, die in DIY- und How-to-Formaten gestaltet sind. Die Videos des Kanals verwenden den populären Point-of-View-Stil, bei dem die Kamera direkt auf einen Tisch gerichtet wird, wobei die Angestellten nur mit ihren Händen im Bild erscheinen.

## Geschichte
5-Minute Crafts wurde am 15. November 2016 auf YouTube registriert. Das erste Video des Kanals mit dem Titel 5 essential DIY hacks that you need to know wurde am nächsten Tag hochgeladen. In den kommenden Wochen wuchs die Anzahl der Abonnenten und Videoaufrufe des Kanals schnell an. Als der Kanal im März 2019 die 50 Millionen Abonnenten erreicht hatte, wurde er zum dritt-meist abonnierten Kanal auf YouTube.

## Kritik
Die Inhalte der DIY-Videos des Kanals wurden schon mehrfach Zielscheibe von Vorwürfen, die sowohl auf die Absurdität der gezeigten Tipps abzielten als auch eine potenziell schädliche oder gefährliche Wirkung für die jüngeren Zielgruppen beanstandeten: So wurde in einem Clip beispielsweise empfohlen, Zahnpasta zur Schmerzenslinderung auf Verbrennungen aufzutragen, obwohl die Inhaltsstoffe einer herkömmlichen Zahnpasta die Haut irritieren und zu weiteren Reizungen führen können; in einem anderen Video über Empfehlungen für Früchte wurden Erdbeeren durch Bleichmittel weiß gefärbt.